# Omari Tetradze
Omari Mikhaïlovitch Tetradze (en russe : Омари Михайлович Тетрадзе), né le 13 octobre 1969, est un footballeur et entraîneur russe d'origine géorgienne.

## Biographie

### Carrière de joueur
Omari Tetradze évolua toute sa carrière au poste de défenseur et de milieu tout côtés confondus.

## Palmarès
En sélection
- International pour la C.E.I (3 sél., 0 buts) en 1992.
- International russe (37 sél, 1 but) entre 1992 et 2002, dont 1 match en Coupe du monde.
- International olympique soviétique (5 sél., 0 buts) en 1991.

En club
- Champion de Russie : 1995 (Spartak-Alania Vladikavkaz)
- Vainqueur de la Coupe de Grèce : 2001 (PAOK Salonique)